# 髙桑健
髙桑 健（たかくわ けん、1985年3月25日 - ）は、日本の競泳選手。身長177cm。血液型はO型。足のサイズは27.5センチ。
鹿屋体育大学卒、自衛隊体育学校所属。海上自衛官で、階級は一等海尉である。

## 略歴
静岡県裾野市生まれ。生後6ヶ月のときから父・章（あきら）がコーチを務める沼津市のトーアスイミングスクール（現スイミングスクール ルネサンス・トーア沼津）にて水泳を始める。2000年4月、日本大学三島高等学校入学。2002年の全国高校総体では200m個人メドレー5位。2003年4月、鹿屋体育大学に進学。大学卒業後、自衛隊体育学校のチームに所属。2009年4月、所属先が陸上自衛隊から海上自衛隊に異動。
大学の先輩となる柴田亜衣の2004年アテネオリンピックでの優勝により、金メダルの獲得を目標とする。2006年4月の日本選手権で200m個人メドレー優勝、同年8月のパンパシフィック水泳選手権では日本新記録（当時）で3位入賞。
同年ののじぎく兵庫国体では予選落ち。その後のカタール・ドーハで行われたアジア大会においては、同学年のライバルである佐野秀匡に敗れ準優勝に終わる。
2007年3月、オーストラリア・メルボルンで行われた世界水泳に出場。準決勝敗退。
2008年8月、北京オリンピックに出場。200m個人メドレーで5位入賞。
2009年4月、日本選手権で400m個人メドレーで日本新で初優勝。200m個人メドレーでも日本新で3度目の優勝。
2010年、中国広州アジア大会において200m個人メドレーで優勝。表彰式での国旗掲揚の際は、国旗に対して海上自衛隊の礼式に則った敬礼を行い物議を醸した。
2012年4月8日、日本選手権に出場し、1分58秒20で2位に入り、五輪派遣標準記録を突破した。この結果、2012年ロンドンオリンピックの200m個人メドレー出場を決め、ロンドンオリンピック 8月2日の決勝で6位入賞を果たした。
2014年1月26日、古橋廣之進記念浜松市総合水泳場で行われた浜名湾長水路選手権の200mメドレーリレーに自衛隊体育学校の第一泳者として出場し、1分39秒52の日本新記録を樹立した。

## 主な記録
- 2005年
  - 日本選手権 200m個人メドレー 5位 2分02秒88
  - 日本学生選手権 200m個人メドレー 2位 2分01秒18
- 2006年
  - 日本短水路選手権 100m個人メドレー 1位 54秒48 ／ 200m個人メドレー 2位 1分57秒66
  - 日本選手権 200m個人メドレー 1位 2分00秒43 ／ 200m自由形 B決勝1位 1分51秒88
  - パンパシフィック水泳選手権 200m個人メドレー 3位 1分59秒81（長水路日本記録（当時））
  - アジア競技大会 200m個人メドレー 2位 2分01秒03
- 2007年
  - 世界水泳選手権 200m個人メドレー 準決勝進出 2分00秒81
- 2008年
  - 北京オリンピック 200m個人メドレー 5位 1分58秒22（長水路日本記録）
- 2009年
  - 日本選手権 400m個人メドレー 1位 4分12秒41 日本新記録（当時） ／ 200m個人メドレー 1位 1分57秒24 日本新記録（当時）
- 2014年
  - 浜名湾長水路選手権 男子 高校生以上 200mメドレーリレー 1位 1分39秒52 日本新記録

## その他
- 水泳選手としては遅咲きである。
- ラストのクロールの追い上げが特徴。
- レース前にスタート台に両手を合わせている。
- 趣味はチョコボグッズ集めと天然石（水晶）集め。
- メディアなどで「日本最速の伏兵」「型破り」などと称された。
- ニックネームは「ケンボー」